# Caenorhabditis
Caenorhabditis is geslacht van rondwormen (nematoden) die leven in een omgeving waarin veel bacteriën zijn zoals composthopen en kadavers. Een bekende vertegenwoordiger van dit geslacht is  Caenorhabditis elegans, het eerste dier waarvan het genoom volledig in kaart werd gebracht. C. elegans en C. briggsae zijn de meest bestudeerde soorten uit dit geslacht. Ze zijn beide tweeslachtig terwijl de andere soorten (zoals de meeste dieren) eenslachtig zijn. 

## Taxonomie
De Catalogue of life (ITIS) onderscheidt vier soorten:
- Caenorhabditis briggsae
- Caenorhabditis dolichura
- Caenorhabditis elegans
- Caenorhabditis rara

Volgens de taxonomy browser zijn er inmiddels meer dan 20 soorten.